# Międzynarodowa Federacja Stowarzyszeń Prywatnych Detektywów
Międzynarodowa Federacja Stowarzyszeń Prywatnych Detektywów (ang.: International Federation of Associations of Private Detectives, niem.:  Internationale Kommission der Detektiv-Verbände, IKD) – utworzona w 1964 międzynarodowa organizacja branżowa, skupiająca stowarzyszenia prywatnych detektywów z 21 krajów świata oraz jedną organizację o zasięgu międzynarodowym. Siedzibą organizacji jest Wiedeń. 
Głównymi celami działań IKD jest podnoszenie standardów i jakości usług detektywistycznych poprzez system szkoleń i konferencji służących wymianie doświadczeń, a także poprzez stymulację działań legislacyjnych mających na celu wprowadzenie jednolitych rozwiązań prawnych sankcjonujących wykonywanie zawodu prywatnego detektywa. Działania w ostatnim z wymienionych obszarów koncentrują się na ścisłej współpracy z Komisją Europejską, a jej efektem jest opracowanie w 2007 roku wspólnego minimalnego standardu rynku usług detektywistycznych dla państw członkowskich Unii Europejskiej. Nie mniej ważnym, z punktu widzenia ujednolicania zasad świadczenia usług detektywistycznych w Europie, dokumentem jest opracowany w 2013 r. model jednolitej polityki ochrony danych osobowych, dla detektywów i agencji detektywistycznych świadczących usługi na terenie Unii Europejskiej. Od 2007 roku funkcjonuje także wprowadzony wśród firm zrzeszonych w organizacjach członkowskich kodeks etyki.
W dniu 17 kwietnia 2015 roku w poczet członków IKD zostało przyjęte Polskie Stowarzyszenie Licencjonowanych Detektywów. Z ramienia PSLD obecni byli Prezes dr Wiesław Jan Modrakowski i delegat PSLD mecenas Ludwik Żukowski, którzy odebrali gratulacje w obecności Minister Spraw Wewnętrznych Katalonii oraz Komendanta Głównego Policji Katalonii.